# Clinopodium glabrum
Clinopodium glabrum är en kransblommig växtart som först beskrevs av Thomas Nuttall, och fick sitt nu gällande namn av Carl Ernst Otto Kuntze. Clinopodium glabrum ingår i släktet bergmyntor, och familjen kransblommiga växter. Inga underarter finns listade i Catalogue of Life.

## Bildgalleri

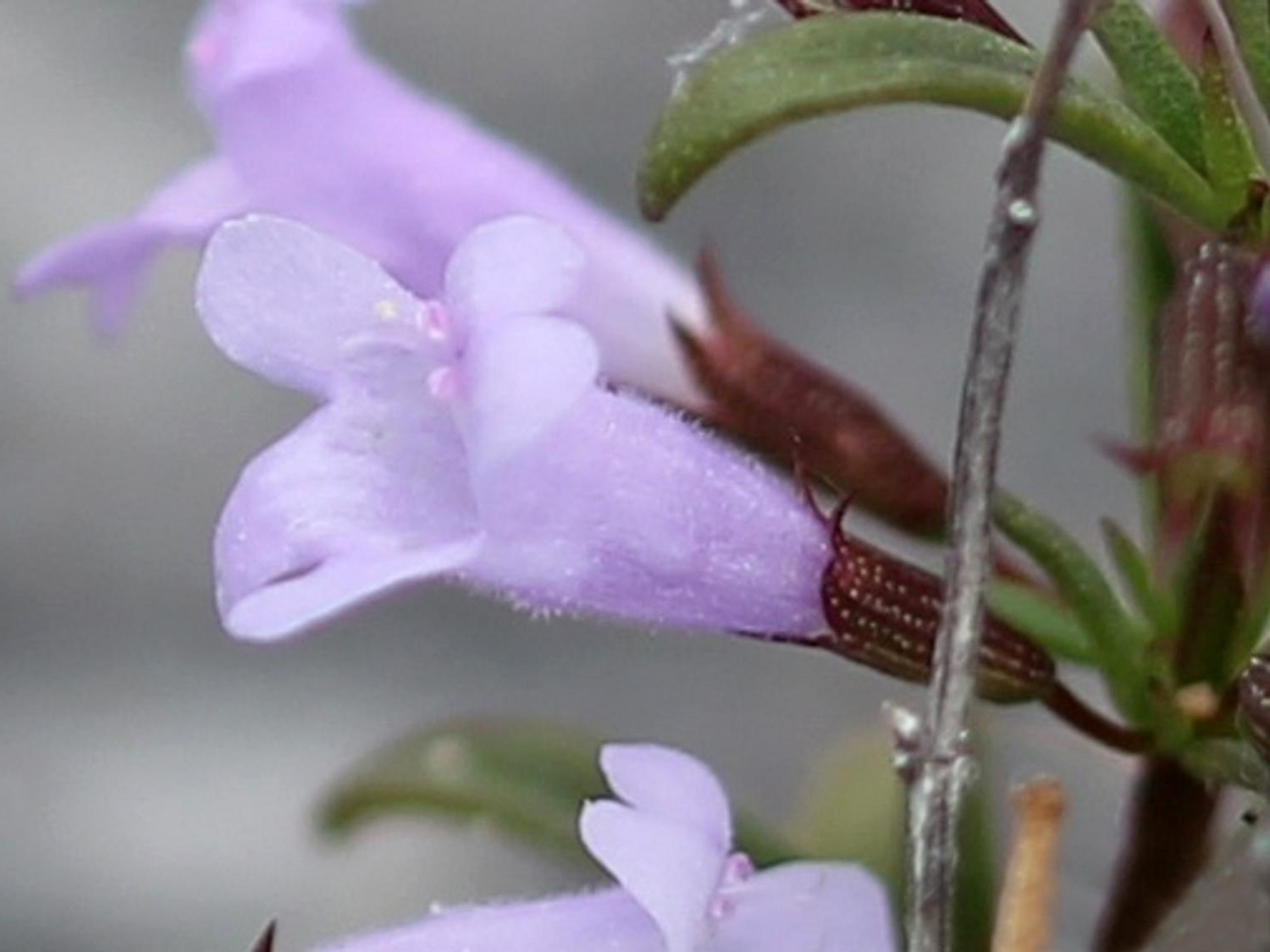